# Dorcadion semivelutinum
Dorcadion semivelutinum là một loài bọ cánh cứng trong họ Cerambycidae.